# KBS Symphony Orchestra
Das KBS Symphony Orchestra (KBS 교향악단) ist eines der besten Symphonie-Orchester in Süd-Korea. Es wurde 1956 als Rundfunkorchester des Korean Broadcasting Systems (KBS) gegründet.

## Geschichte
Das Orchester wurde 1956 als Rundfunkorchester des Korean Broadcasting Systems gegründet. Zwischen 1969 und 1981, mit dem Status eines Staatsorchesters, firmierte es unter dem Namen National Symphony Orchestra of Korea. Während dieser Zeit war die hauptsächliche Spielstätte das Koreanische Nationaltheater. Die erste Übersee-Tournee führte es 1979 in die USA.
1981 benannte es sich wieder in den Gründungsnamen um und änderte die Führungspositionen, indem ein Musikdirektor nun für das Orchester verantwortlich zeichnete. Dazu kamen erste Gastdirigenten und ein Hausdirigent.
Weitere Tourneen führten das Orchester 1984 nach Südost-Asien und 1985 und 1991 nach Japan. Im Oktober 1995 gab es anlässlich der in diesem Jahr stattfindenden Generalversammlung der Vereinten Nationen ein Konzert in New York City.
Vielbeachtet war der gemeinsame Auftritt mit dem State Symphony Orchestra of the Democratic People’s Republic of Korea (Nordkorea) 2000 und 2002 in Seoul und Pjöngjang. Weitere Goodwill Austauschkonzerte gestaltete es 2002 mit dem NHK Symphony Orchestra (Japan) und dem China National Symphony Orchestra (Volksrepublik China).
Die Hauptspielstätten des Orchesters sind die KBS Hall und die Konzerthalle des Seoul Arts Center.

## Tonaufnahmen
1995 spielte das Orchester Alan Hovhaness’ Sinfonien Nos. 39 and 46 mit dem Gitarristen Michael Long unter dem Dirigenten Vakhtang Jordania für das Label KOCH International Classics. Diese Aufnahmen waren für einen Grammy nominiert; das bewirkte, dass das Orchester weltweite Beachtung fand. Des Weiteren machte das Orchester Aufnahmen für Seoul Records, KBS und andere Labels.

## Dirigenten
Chefdirigenten
- Won-Sik Im (1956–1971)
- Yeon-Taek Hong (1971–1981)
- Gyeong-Su Won (1986–1988)
- Othmar Mága (1992–1996)
- Myung-Whun Chung (1999)
- Dmitri Kitayenko (1999–2004)
- Shinik Hahm (2010–2012)
- Yoel Levi (2014–2019)
- Pietari Inkinen (seit 2022)[3]

Erste Gastdirigenten
- Walter Gilesen (1982–1984)
- Moshe Atzmon (1990–1992)
- Vakhtang Jordania (1990–1996)
- Eun-Seong Park (2000–2002)
- Seung Gwak (2004–2006, 2013–)

Hausdirigent
- Nan-Sae Geum (1981–1992)

Emeritierter Dirigent
- Won-Sik Im (1998–2002)